# Hot Love
"Hot Love" é uma canção da banda britânica de rock T. Rex, escrita por Marc Bolan e lançada como single em 12 de fevereiro de 1971 pela Fly Records. Foi o trabalho que colocou o grupo na parada musical britânica, onde permaneceu no topo por seis semanas, a partir de março. As duas apresentações da faixa no programa musical Top of the Pops foram um gatilho crucial para o movimento do glam rock.

## Gravação
"Hot Love" foi gravada no Trident Studios, em Londres, em 21 e 22 de janeiro de 1971. Os lados B do single, "Woodland Rock" e "King of the Mountain Cometh", foram gravadas em 16 canais de gravação.
"Hot Love" e "Woodland Rock" marcam a primeira vez em que uma bateria apareceu em uma canção da banda, por sugestão do produtor musical Tony Visconti. O single foi lançado e, devido ao seu sucesso, o baterista Bill Fifield foi convidado a fazer um teste para se juntar à banda, adotando o sobrenome artístico "Legend". "King of the Mountain Cometh" foi a única faixa gravada por Bolan, o percussionista Mickey Finn e o baixista Steve Currie.

## Lançamento
"Hot Love" foi lançada em 12 de fevereiro de 1971 pela Fly Records. Tornou-se o primeiro número um da banda na tabela musical britânica de singles, onde permaneceu no topo por seis semanas, a partir de março do mesmo ano. O single, no entanto, não se saiu tão bem na América do Norte, onde alcançou o número 72 na Billboard Hot 100 e o número 54 na parada musical Cash Box Top 100.

## Ficha técnica
T. Rex
- Marc Bolan – vocais principais, guitarra elétrica
- Mickey Finn – palmas
- Steve Currie – baixo elétrico

Músicos adicionais
- Bill "Legend" Fifield – bateria
- Howard Kaylan, Mark Volman – vocais de apoio

Produção
- Tony Visconti – produção, arranjo de cordas